# Tito Numicio Prisco
Tito Numicio Prisco (in latino Titus Numicius Priscus; fl. V secolo a.C.) è stato un politico e militare romano del V secolo a.C.

## Biografia
Tito Numicio fu l'unico membro della gens plebea Numicia ad essere eletto console.
Nel 469 a.C. venne eletto console con Aulo Verginio Tricosto Celiomontano.
All'inizio del mandato i due consoli vennero inviati dal Senato a combattere contro gli Equi ed i Volsci, che avevano bruciato delle fattorie nei pressi di Roma.
Numicio marciò verso Anzio, la principale città dei Volsci, distrusse le installazioni del piccolo porto di Cenone e riportò, come bottino, bestiame, schiavi, mercanzie e ventidue navi da guerra.
Di queste campagne approfittarono i Sabini per giungere fino alle porte di Roma; riunite le loro truppe i due consoli invasero il territorio sabino come rappresaglia alle scorribande, infliggendo ai Sabini più danni di quanti questi ne avevano causati ai romani.